# Скирмер, Эйстейн
Эйстейн Скирмер (норв. Øistein Schirmer; 11 апреля 1879, Фредрикстад, Эстфолл — 24 мая 1947, Ларвик, Эстланд) — норвежский гимнаст, чемпион летних Олимпийских игр 1912 года в командном первенстве по произвольной системе.